# Dinosaucers
Dinosaucers foi uma série animada produzida nos Estados Unidos e no Canadá. Foi exibida no Brasil e em Portugal no ano de 1987, sendo composta por 65 episódios no total.
O desenho foi anunciado retornar a TV brasileira em 2020 pela Loading TV, porém o desenho não foi ao ar no canal por motivos desconhecidos.

## Enredo
Duas diferentes raças de seres que evoluiram dos dinossauros saem de seu planeta-natal, Reptilon, e acabam vindo à Terra, onde vão continuar guerreando. Já na Terra, os bondosos Dinosaucers liderados por Allo (Alossauro) escolhem um quarteto de amigos adolescentes, liderados pelos irmãos Ryan e Sara Spencer, que irão ajudá-los a combater os seus arquiinimigos Tyrannos, comandados por Genghis Rex.
...
Dinosaucers é um desenho criado pela DIC Entertainment em conjunto com a Ellipse Programme. Essa foi uma ideia original especificamente voltada para a TV UHF. A série foi exibida nos USA em 1987, na Family Channel até 1989 e depois em 1991 até 1993 e novamente em 1995 no canal USA Network.  Um total de 65 episódios foram exibidos na última temporada de 1987. A USA Network editou alguns episódios e os exibiu novamente.

## Descrição
O desenho conta a história dos Dinosaucers, que travam batalhas contra os seus inimigos Tyrannos. Logo que chegam ao planeta Terra, os Dinosaucers se aliam a alguns jovens, que posteriormente recebem anéis especiais para entrar em contato com seus novos amigos. Os dois grupos de dinossauors vem de um planeta chamado Reptilon. Todos os personagens tem em seu nome alguma referência ao nome científico dos dinossauros que eles representam. Ex.: Allo (Líder dos Dinosaucers)- Allosaurus.
Abaixo segue a lista dos personagens e os dinossauros respectivos:
Dinosaucers
- Allo - Allosaurus
- Dimetro - Dimetrodon (que é da Ordem Sinapsida - réptil ancestral - e não um Dinossauro)
- Bronto Thunder - Apatosaurus (mais conhecido como Brontosaurus, nome substituído pelo primeiro)
- Stego - Stegosaurus
- Tricero - Triceratops
- Bonehead - Pachycephalosaurus
- Ichy - Ichthyosaurus (réptil marinho, não pertence à Ordem dos Dinossauros)
- Teryx - Archaeopteryx (forma transicional entre Dinos e Aves)

Tyrannos
- Genghis Rex - Tyrannosaurus rex
- Ankylo - Ankylosaurus
- Brachio - Brachiosaurus
- Styraco - Styracosaurus
- Plesio - Plesiosaurus (réptil marinho, não pertence à Ordem dos Dinossauros)
- Terrível Dactyl - Pteranodon (réptil voador, não pertence à Ordem dos Dinossauros)
- Quackpot - Anatosaurus

Ambos os grupos possuem uma base de operações. A base dos Dinosaucers chama-se Lava Dome e se localiza numa área montanhosa de um vulcão dormente. A base dos Tyrannos é localizada num poço de piche. Cada um dos personagens, com exceção de Teryx e o Terrível Dactyl, possuem naves que se assemelham a eles mesmos. E cada um dos grupos tem uma nava-mãe capaz de transportar a todos.
Os Dinosaucers têm uma habilidade especial em "regredir" podendo, assim, se transformar nas formas originais de dinossauros, que são seus ancestrais. Nessa forma eles mantêm sua inteligência e capacidade de fala. Apesar de os Tyrannos não saberem os segredos dessa habilidade eles carregam uma pistola capaz de emitir raios que podem "regredir" qualquer um, porém deixando-os menos inteligentes e sem a habilidade de fala. Os Tyrannos também possuem uma arma "fossilizadora", capaz de transformar qualquer um em pedra (ela também pode reverter o processo).

## Guia de Episodios & Roteirista
| №  | Título original                                              | Título Brasileiro                        | Título Português        | Exibição original      | Exibição Brasileiro | Exibição Português | Créditos                                                                         |
| -- | ------------------------------------------------------------ | ---------------------------------------- | ----------------------- | ---------------------- | ------------------- | ------------------ | -------------------------------------------------------------------------------- |
| 1  | "Dinosaur Valley"                                            | "Vale dos Dinossauros"                   | "O Vale de Dinossauros" | 14 de setembro de 1987 |                     |                    | Diane Duane                                                                      |
| 2  | "Take Us Out to the Ballgame"                                | "Leve-nos ao Jogo de Baseball"           |                         | 15 de setembro de 1987 |                     |                    | Michael E. Uslan                                                                 |
| 3  | "Happy Egg Day to You"                                       | "Feliz Dia do Ovo para Você"             |                         | 16 de setembro de 1987 |                     |                    | Diane Duane                                                                      |
| 4  | "Hooray for Hollywood"                                       | "Um Viva pra Hollywood"                  |                         | 17 de setembro de 1987 |                     |                    | Felicia Maliani                                                                  |
| 5  | "Divide and Conquer"                                         | "Dividir e Conquistar"                   |                         | 18 de setembro de 1987 |                     |                    | Michael E. Uslan                                                                 |
| 6  | "A Real Super Hero"                                          | "Um Verdadeiro Herói"                    |                         | 21 de setembro de 1987 |                     |                    | Brooks Wachtel                                                                   |
| 7  | "Burgers Up!"                                                | "Salta um Hambúrguer"                    |                         | 22 de setembro de 1987 |                     |                    | Ron Harris                                                                       |
| 8  | "Be Prepared"                                                | "Prepare-se"                             |                         | 23 de setembro de 1987 |                     |                    | Mike O'Mahony                                                                    |
| 9  | "That Shrinking Feeling"                                     | "O Encolhedor"                           |                         | 24 de setembro de 1987 |                     |                    | Doug Molitor                                                                     |
| 10 | "Rockin' Reptiles"                                           | "Répteis no Rock"                        |                         | 25 de setembro de 1987 |                     |                    | Felicia Maliani                                                                  |
| 11 | "Sleeping Booty"                                             | "Dorme, Dorme"                           |                         | 28 de setembro de 1987 |                     |                    | Ron Harris & Diane Duane                                                         |
| 12 | "The First Snow"                                             | "A Primeira Neve"                        |                         | 29 de setembro de 1987 |                     |                    | Michael E. Uslan                                                                 |
| 13 | "Trick or Cheat"                                             | "A Trapaça"                              |                         | 30 de setembro de 1987 |                     |                    | Michael E. Uslan & Diane Duane                                                   |
| 14 | "Defective Defector"                                         | "O Fugitivo"                             |                         | 1 de outubro de 1987   |                     |                    | Doug Molitor                                                                     |
| 15 | "For The Love Of Teryx"                                      | "Tudo por Amor"                          |                         | 2 de outubro de 1987   |                     |                    | Felicia Maliani                                                                  |
| 16 | "A Man's Best Friend Is His Dogasaurus"                      | "O Melhor Amigo"                         |                         | 5 de outubro de 1987   |                     |                    | Michael E. Uslan                                                                 |
| 17 | "Carnivore In Rio"                                           |                                          |                         | 6 de outubro de 1987   |                     |                    | Somtow Sucharitkul                                                               |
| 18 | "Frozen Fur Balls"                                           | "Peludos Congelados"                     |                         | 7 de outubro de 1987   |                     |                    | J. Vornholt & S. Robertson                                                       |
| 19 | "Hook, Line And Stinker"                                     | "Totalmente Preso"                       |                         | 8 de outubro de 1987   |                     |                    | Avril Roy-Smith & Richard Mueller                                                |
| 20 | "The Prehistoric Purge"                                      | "Aventura Pré-Histórica"                 |                         | 9 de outubro de 1987   |                     |                    | Walt Kubiak & Eliot Daro                                                         |
| 21 | "The Truth About Dragons"                                    | "A Verdade sobre Dragões"                |                         | 12 de outubro de 1987  |                     |                    | Doug Molitor                                                                     |
| 22 | "Chariots Of The Dinosaucers"                                | "A Corrida"                              |                         | 13 de outubro de 1987  |                     |                    | Somtow Sucharitkul                                                               |
| 23 | "Eggs Mark The Spot"                                         | "Ovos Marcam o Local"                    |                         | 14 de outubro de 1987  |                     |                    | Avril Roy-Smith & Richard Mueller                                                |
| 24 | "Mommy Dino-Dearest"                                         | "Minha Querida Mamãe"                    |                         | 15 de outubro de 1987  |                     |                    | Brooks Wachtel                                                                   |
| 25 | "The Whale's Song"                                           | "O Canto da Baleia"                      |                         | 16 de outubro de 1987  |                     |                    | Durnie King                                                                      |
| 26 | "Inquiring Minds"                                            | "Pesquisa na Mente"                      |                         | 19 de outubro de 1987  |                     |                    | Mark Cassutt                                                                     |
| 27 | "War Of The Worlds...II"                                     | "Guerra dos Mundos"                      |                         | 20 de outubro de 1987  |                     |                    | Dennis O'Flaherty                                                                |
| 28 | "Beach Blanket Bonehead"                                     | "Trapalhadas de Bonehead"                |                         | 21 de outubro de 1987  |                     |                    | Chris Bunch & Allan Cole                                                         |
| 29 | "The Bone Ranger And Bronto"                                 | "O Zorrão e Bronto"                      |                         | 22 de outubro de 1987  |                     |                    | David Bischoff & Ted Pedersen                                                    |
| 30 | "Cindersaurus"                                               | "Cinderelossauro"                        |                         | 23 de outubro de 1987  |                     |                    | Cherie Wilkerson                                                                 |
| 31 | "Trouble In Paradise"                                        | "Encrenca no Paraíso"                    |                         | 26 de outubro de 1987  |                     |                    | Martha Moran                                                                     |
| 32 | "Monday Night Clawball"                                      | "O Grande Jogo"                          |                         | 27 de outubro de 1987  |                     |                    | Michael E. Uslan (story); J. Vornholt & S. Robertson                             |
| 33 | "Age Of Aquariums"                                           |                                          |                         | 28 de outubro de 1987  |                     |                    | Michael E. Uslan (story); Cherie Wilkerson                                       |
| 34 | "Scents Of Wonder"                                           | "As Maravilhas"                          |                         | 29 de outubro de 1987  |                     |                    | Somtow Sucharitkul                                                               |
| 35 | "Fine-Feathered Friends"                                     | "O Amigo Emplumado"                      |                         | 30 de outubro de 1987  |                     |                    | Felicia Maliani                                                                  |
| 36 | "Allo & Cos-Stego Meet The Abominable Snowman"               | "O Abominável Homem das Neves"           |                         | 2 de novembro de 1987  |                     |                    | Michael E. Uslan (story); Brooks Wachtel                                         |
| 37 | "The Quack-Up Of Quackpot"                                   |                                          |                         | 3 de novembro de 1987  |                     |                    | Michael E. Uslan                                                                 |
| 38 | "It's An Archaeopteryx — It's A Plane — It's Thunder-Lizard" | "O Super-Herói"                          |                         | 4 de novembro de 1987  |                     |                    | Michael E. Uslan (story); Arthur Byron Cover                                     |
| 39 | "Teacher's Pest"                                             | "A Professora Durona"                    |                         | 5 de novembro de 1987  |                     |                    | Doug Molitor                                                                     |
| 40 | "Dino-Chips!"                                                | "Dinosaucers na Informática"             |                         | 6 de novembro de 1987  |                     |                    | Somtow Sucharitkul                                                               |
| 41 | "The Heart And Sole Of Bigfoot"                              |                                          |                         | 9 de novembro de 1987  |                     |                    | Michael E. Uslan (story); David Bischoff & Ted Pedersen                          |
| 42 | "Karatesaurus Wrecks"                                        | "Karatê-Ossauro"                         |                         | 10 de novembro de 1987 |                     |                    | Michael E. Uslan (story); David Wise                                             |
| 43 | "Lochs And Bay Gulls"                                        | "O Monstro do Lago"                      |                         | 11 de novembro de 1987 |                     |                    | Michael E. Uslan                                                                 |
| 44 | "The Trojan Horseasaurus"                                    | "O Dinossauro de Tróia"                  |                         | 12 de novembro de 1987 |                     |                    | Ellen Goun                                                                       |
| 45 | "We're Off To See The Lizard"                                | "Saímos para Ver o Lagarto"              |                         | 13 de novembro de 1987 |                     |                    | Michael E. Uslan & Felicia Maliani                                               |
| 46 | "Seeing Purple"                                              | "Vendo Púrpura"                          |                         | 16 de novembro de 1987 |                     |                    | Susan Ellison                                                                    |
| 47 | "There's No Such Thing As Stego-Claws"                       | "Não Existe Esse Negócio de Estego-Noel" |                         | 17 de novembro de 1987 |                     |                    | Michael E. Uslan                                                                 |
| 48 | "Applesaucers"                                               | "O Problema do David"                    |                         | 18 de novembro de 1987 |                     |                    | Michael E. Uslan                                                                 |
| 49 | "Reduced For Clarence"                                       |                                          |                         | 19 de novembro de 1987 |                     |                    | Michael E. Uslan (story); Carla Conway                                           |
| 50 | "Attack Of The Fur Balls"                                    | "Ataque dos Peludos"                     |                         | 20 de novembro de 1987 |                     |                    | Clancy Fort                                                                      |
| 51 | "Dinosaur Dundy"                                             | "O Cientista Amigo"                      |                         | 23 de novembro de 1987 |                     |                    | Michael E. Uslan                                                                 |
| 52 | "Those Reptilon Nights"                                      | "Noites de Reptilon"                     |                         | 24 de novembro de 1987 |                     |                    | Bill Fawcett                                                                     |
| 53 | "The Dinolympics"                                            | "As Olimpíadas"                          |                         | 25 de novembro de 1987 |                     |                    | Bill Fawcett                                                                     |
| 54 | "Sara Had A Little Lambeosaurus"                             | "Sara Tinha um Cordeirossauro"           |                         | 26 de novembro de 1987 |                     |                    | Cherie Wilkerson                                                                 |
| 55 | "Beauty And The Bonehead"                                    | "A Bela e o Dinossauro"                  |                         | 27 de novembro de 1987 |                     |                    | Brynne Stephens                                                                  |
| 56 | "The Museum Of Natural Humans"                               | "O Museu Natural de Humanos"             |                         | 30 de novembro de 1987 |                     |                    | Michael E. Uslan, Felicia Maliani & Lydia C. Marano                              |
| 57 | "Saber-Tooth Or Consequences"                                | "O Dente de Sabre"                       |                         | 1 de dezembro de 1987  |                     |                    | Michael E. Uslan, Craig Miller & Mark Nelson (story); Craig Miller & Mark Nelson |
| 58 | "Camp Tyranno"                                               | "Acampamento Tirano"                     |                         | 2 de dezembro de 1987  |                     |                    | Michael E. Uslan & Beth Bronstein (story); Beth Bronstein                        |
| 59 | "The Babysitter"                                             | "Babá"                                   |                         | 3 de dezembro de 1987  |                     |                    | Gerry Conway                                                                     |
| 60 | "Toy-Ranno Store Wars"                                       | "Guerra de Brinquedos"                   |                         | 4 de dezembro de 1987  |                     |                    | Michael E. Uslan & Jody Lynn Nye (story); Jody Lynn Nye                          |
| 61 | "The T-Bone's Stakes"                                        | "O Ataque dos Ossos"                     |                         | 7 de dezembro de 1987  |                     |                    | Michael E. Uslan                                                                 |
| 62 | "Scales Of Justice"                                          | "Os Justiceiros"                         |                         | 8 de dezembro de 1987  |                     |                    | Michael E. Uslan                                                                 |
| 63 | "I Got Those 'Ol Reptilon Blues Again, Mommasaur"            | "Saudades de Reptilon"                   |                         | 9 de dezembro de 1987  |                     |                    | Michael E. Uslan (story); Todd Johnson                                           |
| 64 | "I Was A Teenage Human"                                      | "Eu Fui um Adolescente Humano"           |                         | 10 de dezembro de 1987 |                     |                    | Lydia C. Marano & David Wise (story); Lydia C. Marano                            |
| 65 | "The Friend"                                                 | "O Amigo"                                |                         | 11 de dezembro de 1987 |                     |                    | Bill Fawcett                                                                     |

## Voz dos personagens
| Personagem      | Original             | Dublador brasileiro                              | Dobrador português    |
| --------------- | -------------------- | ------------------------------------------------ | --------------------- |
| Allo            | Len Carlson          | Roberto Pirilo (1º voz) Márcio Simões (2º voz)   | José Wallenstein      |
| Quackpot        | Len Carlson          | Armando Braga (1º voz) Eduardo Borgerth (2º voz) | Carlos Freixo         |
| Tricero         | Rob Cowan            | Mário Monjardim Filho                            |                       |
| Bonehead        | Marvin Goldhar       | Ionei Silva                                      |                       |
| Bronto Thunder  | Marvin Goldhar       | Francisco José                                   |                       |
| Genghis Rex     | Dan Hennessey        | Marcos Miranda André Luiz Chapéu                 | Pedro Efe             |
| Plesio          | Dan Hennessey        | Eduardo Camarão                                  | António Montez        |
| Stego           | Ray Kahnert          | Ayrton Cardoso                                   |                       |
| Styraco         | Gordon Masten        | Antônio Patiño                                   |                       |
| Brachio         | Don McManus          | Ayrton Cardoso                                   |                       |
| Teryx           | Edie Mirman          | Marisa Leal                                      | Paula Fonseca         |
| Princess Dei    | Louise Vallance      | Alessandra Araújo                                |                       |
| Ryan            | Simon Reynolds       | Marco Antônio Costa                              | André Maia            |
| Sarah           | Barbara Lynn Redpath | Miriam Ficher                                    | Maria João Luís       |
| Ankylo          | John Stocker         | José Santa Cruz (1º voz) Jomery Pozzoli (2º voz) |                       |
| Terrible Dactyl | John Stocker         | Will Damas                                       | António Marques       |
| David           | Leslie Toth          | Selton Mello                                     |                       |
| Dimetro         | Chris Wiggins        | Orlando Drummond                                 |                       |
| Ichy            | Thick Wilson         | Armando Braga                                    |                       |
| Paul            | Richard Yearwood     | Mário Jorge de Andrade                           | Carlos Alberto Macedo |